# 王允玟
王允玟，汉军镶蓝旗人，清朝政治人物。监生出身。
王允玟曾于1693年接替李若无任青浦县知县一职，1697年由董名弼接任。